# Euhesma granitica
Euhesma granitica là một loài Hymenoptera trong họ Colletidae. Loài này được Exley mô tả khoa học năm 1998.